# Adèle de Ponthieu (ballet)
Pour les articles homonymes, voir Adèle de Ponthieu.
Adèle de Ponthieu est un ballet d'action en 5 actes de Jean-Georges Noverre, musique de Joseph Starzer, créé au Burgtheater de Vienne en 1773.
Le jeune Renaud est amoureux d'Adèle de Ponthieu et obtient sa main à la suite du tournoi qu'il gagne.
Le thème a été traité aussi par Razins de Saint-Marc pour sa tragédie lyrique en 1772.